# أمين أباد (نير)
أمين أباد هي قرية في مقاطعة نير، إيران. عدد سكان هذه القرية هو 132 في سنة 2006.